# Melanochaeta eunota
Melanochaeta eunota är en tvåvingeart som först beskrevs av Friedrich Hermann Loew 1872.  Melanochaeta eunota ingår i släktet Melanochaeta och familjen fritflugor. Inga underarter finns listade i Catalogue of Life.